# Boroviči
Boroviči (rusky Боровичи) je město v Novgorodské oblasti v Ruské federaci. Při sčítání lidu v roce 2010 mělo 53 690 obyvatel, což z něj dělalo druhé největší město oblasti po Novgorodu.

## Poloha
Boroviči jsou největším městem na řece Mstě, přítoku Ilmeňského jezera. Leží při severním okraji Valdajské vrchoviny ve vzdálenosti 194 kilometrů na východ od Novgorodu, správního střediska celé oblasti.

## Dějiny
První zmínka o sídle je z roku 1495. V roce 1770 jej Kateřina II. Veliká povýšila na město; v té době byla jeho důležitost dána především polohou na řece Mstě, důležité dopravní tepně spojující střední Rusko s Baltským mořem.
V průběhu 19. století s nástupem železnice ztratilo město část svého významu. 
Během druhé světové války se v Boroviči nacházel zajatecký tábor, ve kterém bylo v letech 1944 až 1947 umístěno několik tisíc vězňů. Přibližně 3000 mrtvých bylo pohřbeno, většinou v hromadných hrobech, na zajateckém hřbitově poblíž tábora. Tábor byl rozpuštěn v roce 1953.

## Rodáci
- Alexej Alexandrovič Kuzněcov (1905–1950), sovětský politik

## Demografie

### Vývoj počtu obyvatel
| Rok  | Obyvatel |
| ---- | -------- |
| 1897 | 9 431    |
| 1939 | 37 067   |
| 1959 | 44 123   |
| 1970 | 54 763   |
| 1979 | 59 646   |
| 1989 | 63 009   |
| 2002 | 57 755   |
| 2010 | 53 690   |

zdroj: sčítání lidu